# ECCG-EPP de Sion
 (mai 2022).
Si vous disposez d'ouvrages ou d'articles de référence ou si vous connaissez des sites web de qualité traitant du thème abordé ici, merci de compléter l'article en donnant les références utiles à sa vérifiabilité et en les liant à la section « Notes et références ».
L'ECCG-EPP de Sion est une école de culture générale, de commerce et préprofessionnelle du Canton du Valais. Elle est parfois appelée École de commerce de St-Guérin, du nom du quartier de Sion où elle se situe, et en référence à sa vocation d'origine.
Elle accueille environ 800 élèves et 80 professeurs.

## Historique
L'école a été fondée en juillet 1914.
À sa fondation, elle se nommait École de commerce de jeunes filles. L'école a longtemps disposé d'un internat, aujourd'hui disparu, et était gérée par des sœurs Ursulines de Fribourg.
La section commerciale est complétée par une section de culture générale en 1974. Cette section s'ouvre aux garçons en 1977.
L'école devient complètement mixte en 1982, et prend à cette occasion le nom d'École supérieure de commerce de la ville de Sion. Peu après, en 1984, les sœurs Ursulines renoncent à leur mission.